# J-2-ring
Inom kommutativ algebra, en del av matematiken, är en J-0-ring en ring så att mängden av regelbundna punkter av spektret innehåller en icke-tom öppen delmängd, en J-1-ring är en ring så att mängden av regelbundna punkter på spektret är en öppen delmängd och en J-2-ring är en ring så att varje ändligtgenererad algebra över ringen är en J-1-ring.

## Examples
De flesta ringarna som förekommer i algebraisk geometri eller talteori är J-2-ringar; faktiskt är det inte alla trivialt att konstruera en ring som inte är. 
Alla Dedekinddomäner av karakteristik 0 och alla lokala Noetherska ringar av dimension högst 1 är J-2 ringar. Familjen av J-2-ringar är sluten och lokalisering och ändligtgenererade algebror. 
För ett exempel på en Noethersk domän som inte är ena J-0-ring, välj R som delringen av polynomringen k[x1,x2,...] med oändligt många genererare genererad av kvadraterna och kuverna av alla genererare, och bilda ringen S från R genom att tillägga inverser till alla element som inte är i något av idealen genererade av några xn. Då är S en endimensionell Noethersk domän som inte är en J-0-ring. Mer precist har S en spetssingularitet vid varje sluten punkt, så mängden av singulära punkter består enbart av idealet (0) och saknar icke-tomma öppna delmängder.